# Безобразов Володимир Павлович
Безобразов Володимир Павлович — (*3 (15) січня 1828 — †29 серпня (10 вересня) 1889) — російський економіст, академік Петеребурзької АН (з 1867). Виступав проти кріпосного права, був прихильником буружуазних реформ, у проведенні яких сам брав активну участь.
Тарас Шевченко познайомився з Безобразовим 1858 в Москві, потім зустрічався з ним у Петербурзі. Про відвідини Безобразова поет згадує в «Щоденнику» 10 квітня 1858.